# 랄프 맥쿼리
랄프 맥쿼리(1929년 6월 13일 – 2012년 3월 3일)는 미국의 컨셉아티스트이다. 그의 대표작으로는 스타워즈, 배틀스타 갈락티카, E.T., 코쿤 등이 있다.